# Watersnoodmedaille
Het Onderscheidingsteken ter erkenning van uitstekende daden bij watersnood verricht, meestal "Watersnoodmedaille" genoemd, werd op 27 maart 1855 door Koning Willem III der Nederlanden in een Koninklijk Besluit ingesteld. De medaille dient, zo stelt het besluit, als beloning van ijver, moed, beleid en zelfopoffering, betoond bij gelegenheid van watersnood".
De medaille werd bij iedere watersnood opnieuw aangemaakt en van een toepasselijke tekst op de keerzijde voorzien. Zo zijn er de volgende medailles:
- verleend tijdens de watersnood van 1855 (Ingesteld bij Koninklijk Besluit no. 11 van 27 maart 1855)
- verleend tijdens de watersnood van 1861 (Ingesteld bij Koninklijk Besluit no. 66 van 24 maart 1861)
- verleend tijdens de watersnood van 1876 (Ingesteld bij Koninklijk Besluit no. 18 van 5 april 1876)
- verleend tijdens de watersnood van 1916 (Ingesteld bij Koninklijk Besluit no. 83 van 6 maart 1916)
- verleend tijdens de watersnood van 1926 (Ingesteld bij Koninklijk Besluit no. 3 van 20 januari 1926)

Daarna bleef Nederland lange tijd voor watersnood bewaard. Na de watersnoodramp in Zeeland, Brabant en Zuid-Holland in februari 1953 werd geen medaille vervaardigd. Dit ereteken bestaat desondanks nog steeds en het wordt in de officiële Draagvolgorde van de Nederlandse onderscheidingen als twintigste vermeld.

## De vorm van het ereteken
Het ereteken is een vrij dikke en daarom zware ronde medaille met een middellijn van vijf centimeter. De voorzijde vertoont het naar rechts gerichte borstbeeld van Koning Willem III der Nederlanden met als omschrift "WILLEM III KONING DER NEDERLANDEN G.H.V.L.". waarbij die laatste letters voor zijn titel Groothertog van Luxemburg staan. Onder de nek van de koning is de medaille gesigneerd door J.P.M. Menger. De beeldhouwer voegde aan zijn naam de letter "F." voor het Latijnse "fecit" oftewel "gemaakt" toe.

De keerzijde toont een rol waarop de tekst "DE KONING AAN". Op deze rol was voldoende ruimte opengelaten om ook de naam van de gedecoreerde te graveren. Om de rol met de opdracht is een krans van oranje- en eikenloof geplaatst. Boven deze krans staat een beugelkroon. Langs de rand van de medaille is op de oudste medaille de tekst "WATERSNOOD VAN 1855" te lezen. De vier daaropvolgende medailles tonen deze tekst met de jaartallen 1861, 1876, 1919 en 1926.
Koningin Wilhelmina heeft de beeldenaar van haar vader niet vervangen door haar eigen portret.
De medaille werd geslagen in zilver en brons. Opvallend is de verbinding tussen lint en medaille. Als enige Nederlandse onderscheiding is hier voor een eenvoudige versie van de Britse beugelophanging gekozen.
Mocht aan een persoon al eerder een Watersnoodmedaille zijn verleend dan wordt het lint bij de tweede verlening van een bronzen of zilveren gesp voorzien. Deze gesp heeft de vorm van een met een lint omwikkelde lauwertak met de woorden "WATERSNOOD VAN ". Op het lint is voldoende ruimte opengelaten om ook een jaartal te graveren.
Het oranje zijden lint is zoals in Nederland gebruikelijk 37 millimeter breed. Militairen dragen een baton met een achtpuntige ster in de kleur van het metaal waarin het ereteken werd uitgereikt.
Het bezit van een gesp kan met een tweede metalen ster op het lint worden aangeduid en men kan de medaille ook als miniatuur op een rokkostuum dragen.
Henny Meijer stelt over deze medaille in zijn boekje over het verzamelen van onderscheidingen de retorische vraag "kunt u zich een meer Nederlandse onderscheiding voorstellen?"